# James Henry Breasted
James Henry Breasted (27. srpna 1865 Rockford, Illinois - 2. prosince 1935 New York) byl americký archeolog, egyptolog a historik. Proslul svým bádáním zaměřeným na starověký Egypt a dávné civilizace západní Asie.
Vystudoval na Yaleově univerzitě a na Humboldtově univerzitě v Berlíně a od roku 1894 přednášel egyptologii na Chicagské univerzitě. Shromáždil a přeložil všechny tehdy známé hieroglyfické nápisy a texty a vydal je roku 1906 v pěti svazcích pod názvem Ancient Records of Egypt. Řadu nových hieroglyfických textů pak objevil a zkopíroval během svých výprav do Egypta a Súdánu v letech 1905-1907. Knihy "Dějiny Egypta" (History of Egypt, 1906) a učebnice "Starověk" (Ancient Times, 1916) měly díky jasnému a srozumitelnému výkladu velmi oblíbené a za průkopnickou se považuje jeho práce Development of Religion and Thought in Ancient Egypt (1912).
S finanční pomocí Johna D. Rockefellera vybudoval při Chicagské univerzitě roku 1919 Orientální ústav. Expedice ústavu za jeho vedení učinily řadu objevů, mj. v izraelském Megiddu a v íránské Persepolis.